# Ente rector del deporte
Un ente rector del deporte es una entidad que tiene como función principal la regulación y organización del deporte.
Puede dictar la acción disciplinaria para infracciones de normas o los cambios de reglas que se generen. 
Tienen alcances diferentes, según su tipo, sobre un deporte o disciplina en particular, sobre una región o país específico, o de carácter internacional.
Pueden ser entes públicos, como el Consejo Superior de Deportes, por ejemplo, o privados, como la Liga Nacional de Fútbol Profesional o la Asociación de Tenistas Profesionales.

## Federaciones

### Federaciones internacionales
Las federaciones internacionales son organizaciones responsables de un deporte (o un grupo de disciplinas deportivas similares) a nivel internacional. Crean el conjunto de reglas comunes y organizan las competiciones oficiales.

### Federaciones nacionales
Una federación nacional, es la institución que organiza y promueve un deporte a nivel nacional. Sus integrantes pueden ser federaciones regionales en el caso de países grandes, o los clubes que practican el deporte en el caso de países pequeños.
- Datos: Q2485448
- Multimedia: Sports governing bodies / Q2485448